# غونزالو كوردوبا
غونزالو كوردوبا (بالإسبانية: Gonzalo Córdoba)‏ هو لاعب كرة قدم أرجنتيني في مركز الوسط، ولد في 2000 في Villa Domínico ‏ في الأرجنتين لعب سابقاً في نادي الجزيرة الحمراء الإماراتي و نادي دبا الفجيرة.